# Miatorp
Miatorp är en stadsdel i södra Helsingborg, belägen mellan Planteringen och Råå, huvudsakligen bestående av villor från 20-talet och framåt. Områdets norra del markeras av Strandbadsvägen, medan den södra gränsen går vid Högasten. Österut inkluderas även flerbostadsområdet Lussebäcken, som ligger längs med Landskronavägen (se områdeskarta till höger). Den 31 december 2020 hade statistikområdet Miatorp 2 874 invånare. I Miatorp finns även ett vandrarhem, ungefär 2 km söder om Helsingborgs centrum.

## Stadsbild
Miatorp avgränsas i norr av Strandbadsvägen och Hästhagsvägen, i öster av området kring järnvägen och stadsmotorvägen Malmöleden (E4), i söder av Rusthållsgatan/Koppargatan och i väster av industriområdet i anknytning till Helsingborgs hamn. Centralt genom stadsdelen löper Planteringsvägen som huvudgata. Parallellt med denna löper Industrigatan i väster och Landskronavägen i väster.
Bebyggelsen i Miatorp består till största delen av villor och flerbostadshus. Längs Planteringsvägens norra del ligger en rad sammanhängande flerbostadshus på gatans östra sida. Söder om korsningen med Miatorpsvägen övergår flerbostadshusen till att bli mer friliggande enligt ett mer modernistiskt mönster och här ligger flerbostadshusen på båda sidor om gatan. Bakom flerbostadsbebyggelsen längs Planteringsvägen breder villaområdena ut sig, ett i väster, vars gatunät orienterar sig efter De nord-sydliga gatorna Planteringsvägen och Industrigatan, och ett villaområde i öster, vars gatunät orienterar sig efter den öst-västliga Hästhagsgatan. Bebyggelsen i det östra villaområdet domineras av egnahemshus i 1920-talsklassicism, med närmast kvadratiska grundplaner, branta takfall och fasader i mörkt tegel eller ljus puts. I det västra villaområdet är bebyggelsen oftast äldre med fler ljusputsade byggnader, ofta täckta av mansardtak. En bit söder om detta ligger Raus skoldaghem, vilket på senare tid gjorts om till bostäder. Norr om villaområdet ligger Triangeln, som tidigare utgjorde servicehallar till spårvägen i staden.
Längs Landskronavägen i öster ligger flerbostadsområdet Lussebäcken. Byggnaderna är utförda i efterkringsfunkis, i en stil som ofta kallas "nyrealism", där man anpassat de modernistiska byggnaderna efter regionella byggnadstraditioner. De har därför fasader i rött eller gult tegel och valmade sadeltak. Längst i öster, mot järnvägen, breder sig verkstadsföretaget Benzlers anläggning ut sig (tidigare Elektromekano), som är utförd i kraftfull industriarkitektur med fasader i brunt tegel.
I stadsdelen finns ett flertal grönområden och öppna platser. Rester av den gamla tallplanteringen från 1800-talets början finns kvar i form av Triangelskogen i norr och Tallskogen i söder. Dessa sammanbinds genom vandringsleden Tallskogsleden, som löper från Råå i söder till stadsdelen Raus plantering strax norr om Miatorp. Mellan Triangelskogen och Tallskogen passerar vandringsleden ytterligare två gröna platser: den mindre Berzeliusplatsen vid Raus skoldaghem och den något större Rönneplatsen mitt i det västra villaområdet. Mellan Lussebäckens bostadsområde och villaområdet i öster ligger ett långsmalt grönområde och mitt i bostadsområdet ligger Lussebäckstorget, en grönskande öppen plats prydd av bland annat en fontän och en skulptur av Arvid Knöppel.

### Bildgalleri

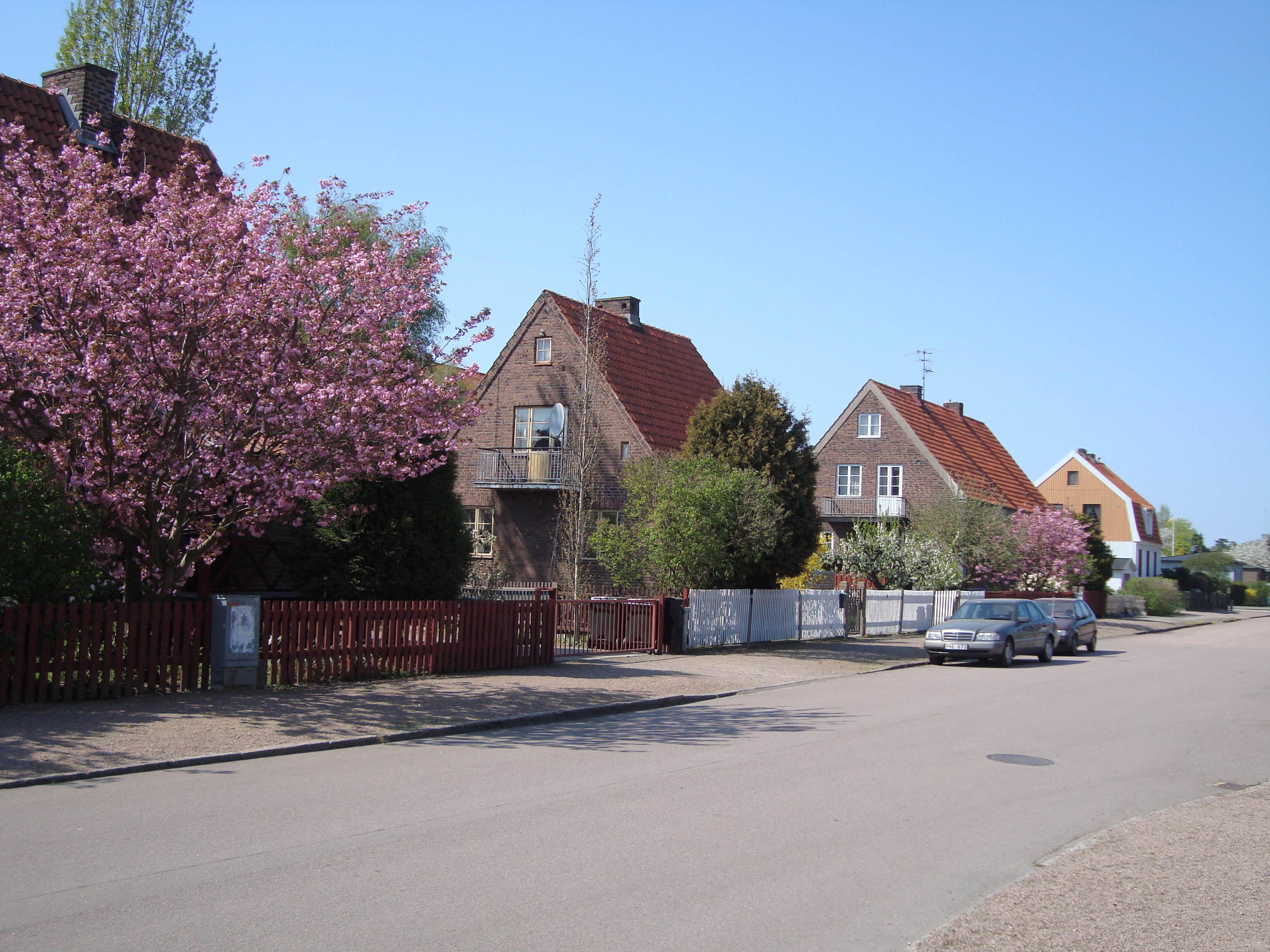
Villor längs Videgatan.
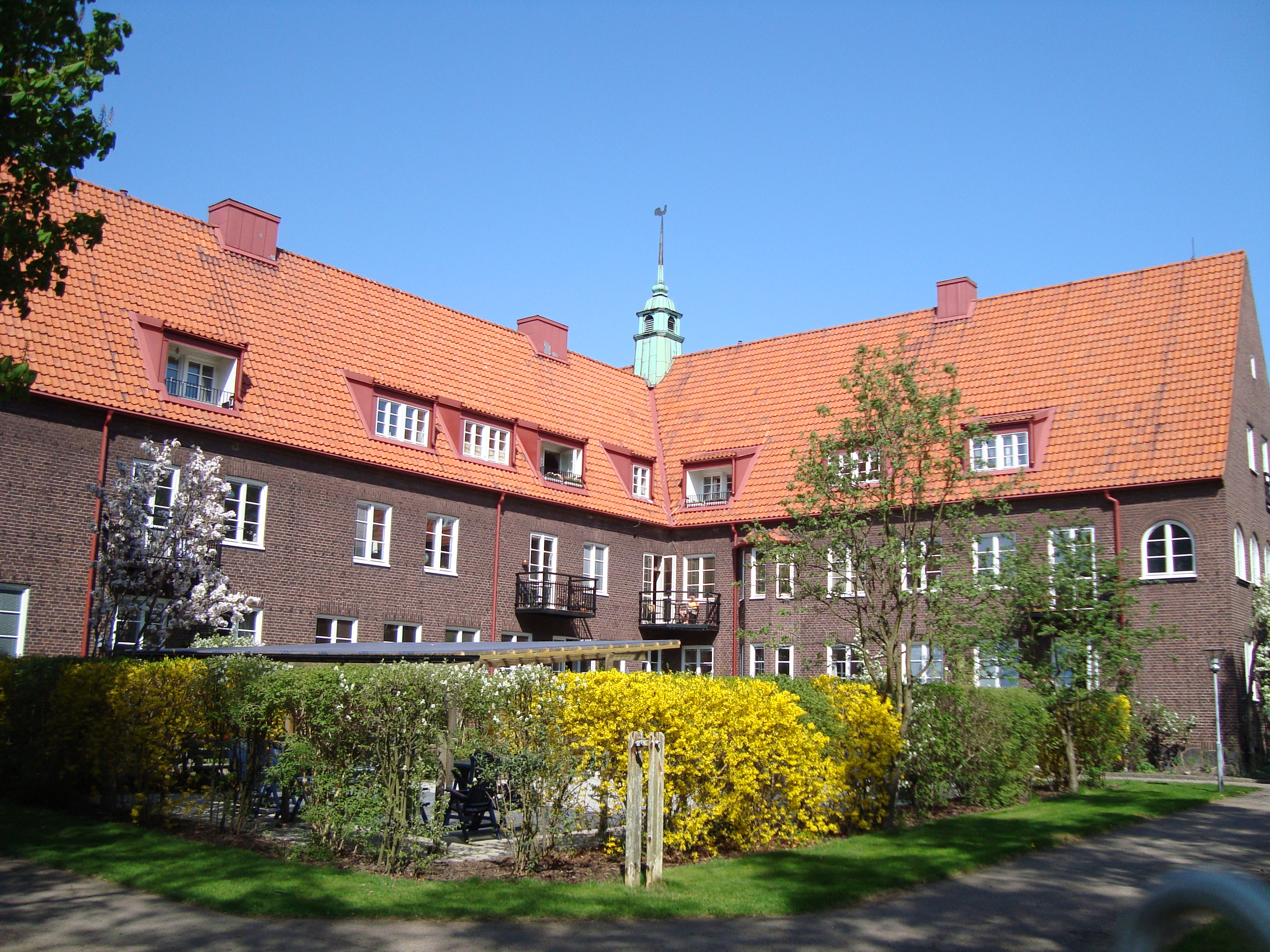
Raus skoldaghem.
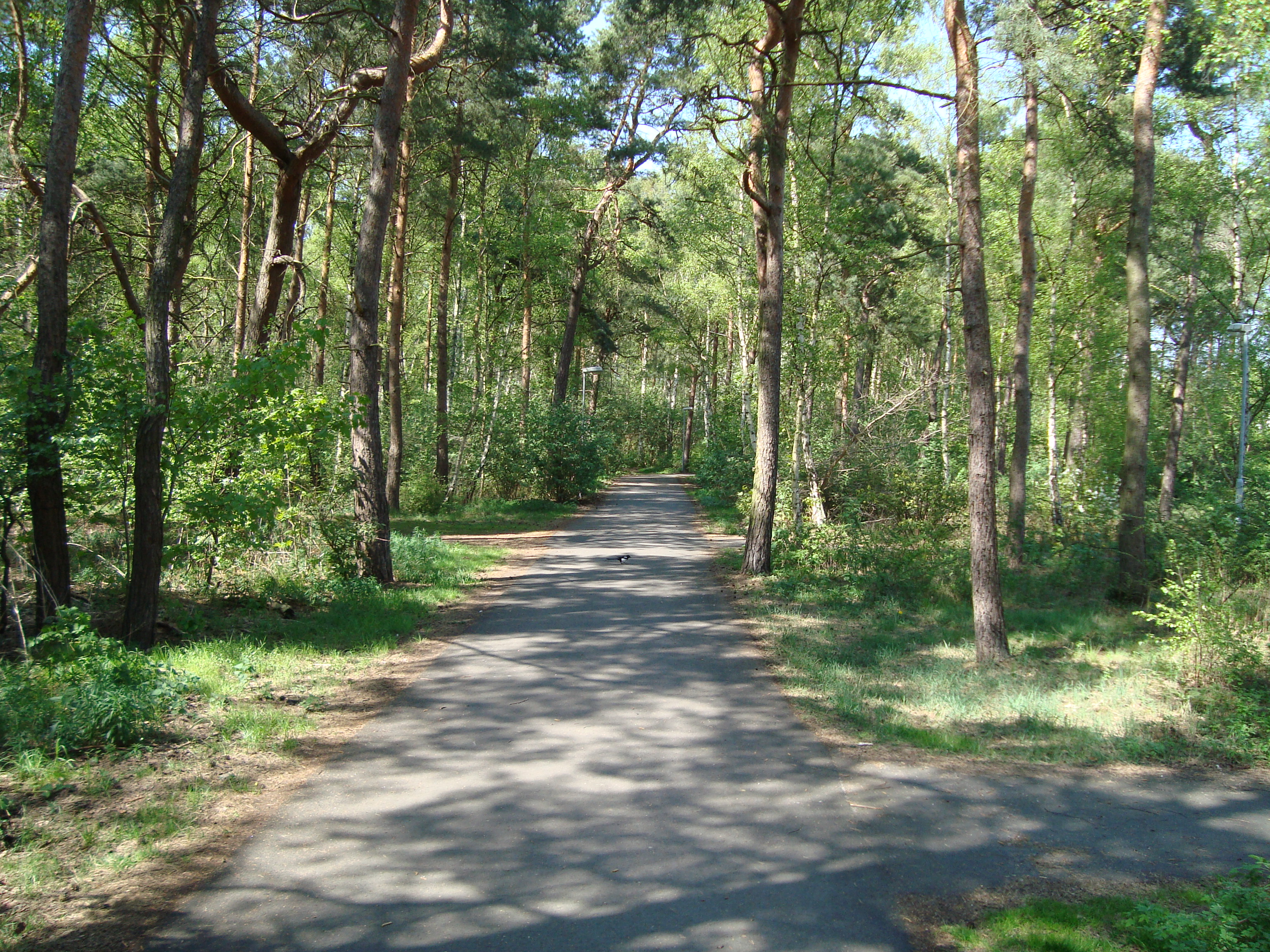
Tallskogsleden.

## Historia

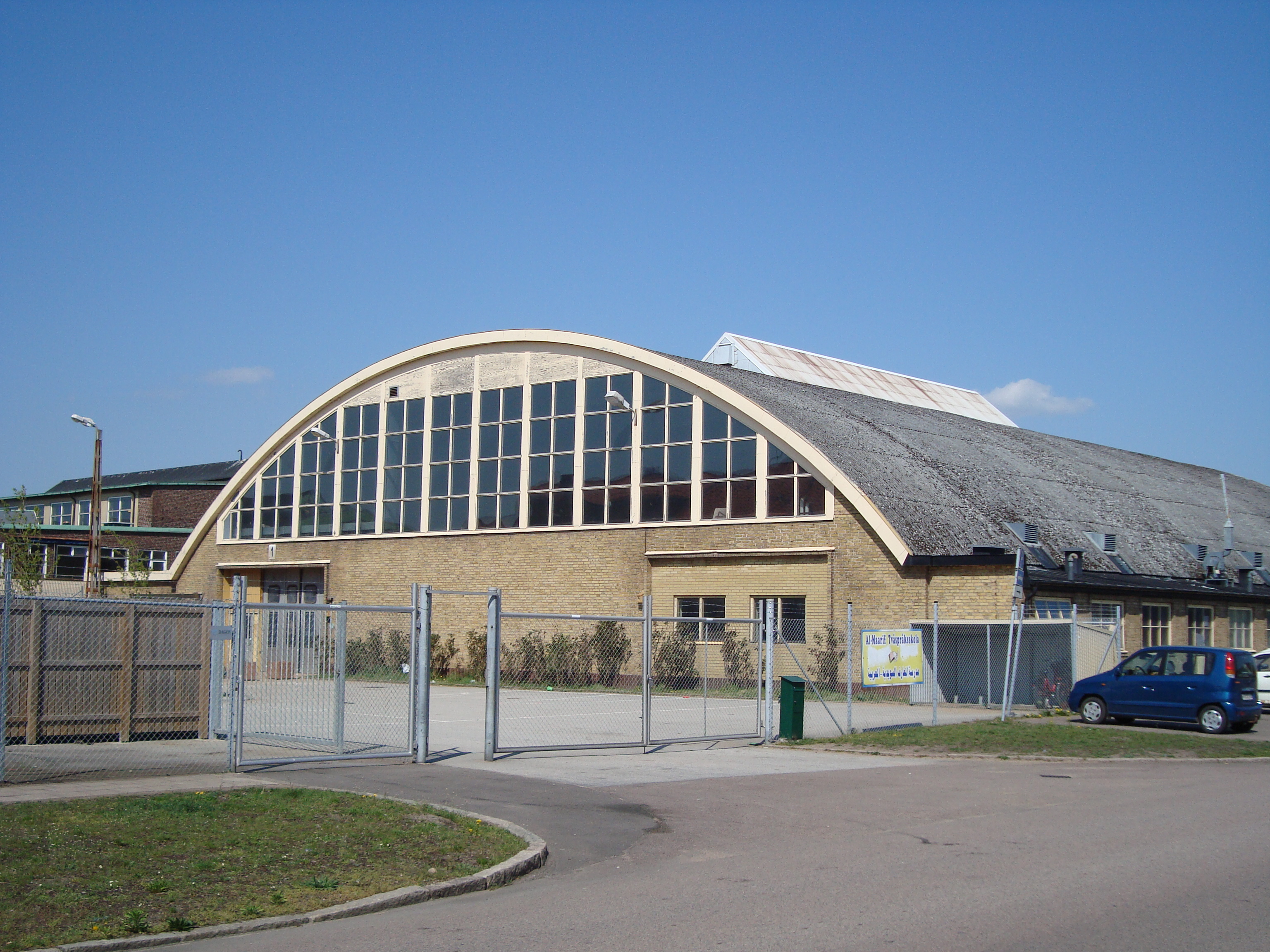
Bussgaraget i kv.Triangeln.

När Linné på sin resa mot Helsingborg den 9 juli 1749 färdades genom nuvarande Miatorp uppmärksammade han områden med flygsand, framför allt i nuvarande kvarteret Blyet, ett område som uppmärksammats för sina stora naturvärden. I Helsingborgs stads grönstrukturprogram pekas området ut för sina ekologiska värden.
De dominerande jordarna i södra Helsingborg är sandiga och grusiga. Mellan Råådalsbanan och Planteringsvägen finns ett område med svämsediment med vissa inslag av tunna torvlager. Dessa är troligen resultatet av tidigare våtmarker och vattendrag. Väster om den gamla strandlinjen som gick längs Sydhamnsgatan/Stormgatan, är marken numera utfylld.
Det var hit till det här området som Ramlösa hälsobrunn förde patienterna för hälsosbringande bad via landets första spårväg, från 1877, vilket bl.a. återspeglas i en del gatunamn, exempelvis Strandbadsvägen, som i sin gamla sträckning nådde raka vägen ner till Öresund.
I början av 1800-talet låg på platsen ett antal torp runt den södergående landsvägen, nuvarande Planteringsvägen, kallade Sandhusen. 1878 avstyckades en del marker som gjorde att Maria Hallberg köpte fastigheten. Exploateringen av Raus plantering, även kallad endast Planteringen, av konsul Persson och kompanjoner gjorde att Hallberg såg markernas potentiella värde och hon lät då upprätta en tomtutstyckningsplan för hela gårdens ägor, vilken stod klar 1899. 1911 utförde stadsingenjör Sigfrid Ewald en plan för Planteringen, vilken bestod av krökta gator och platsbildningar enligt ett trädgårdsstadsideal. Denna typ av plan nådde inte något större gehör vid planeringen av Planteringen, men togs dock till viss del upp i Miatorp, där större delen av bebyggelsen kom att bestå av enklare medelklassvillor, av vilka majoriteten är uppbyggda av ett nästan kvadratiskt bottenplan med höga sadel- eller mansardtak, och fasader i puts eller blottat tegel. Ett par större villor, patriciervillor, byggda av bland annat helsingborgstegel, återfinns också i områdets västra del. 
På 1940- och 50-talen tillkom en del flerbostadshus, vilket fortsatte på 60-talet i form av trevånings lamellhus. Utbyggnaden av hamnen, med intilliggande industrianläggningar, i södra Helsingborg har dock efter hand skurit av området från den nära kontakten med vattnet, men man kan ändå nå stranden Råå vallar med en kort promenad söderut.
På Miatorps östra del växte under 1950-talet området Lussebäcken fram, med sina flerbostadshus med tre våningar. I kvarteret Triangeln återfinns de gamla spårvagnshallarna.

## Befolkningsutveckling
| Befolkningsutvecklingen i Miatorp 2000–2020 | Befolkningsutvecklingen i Miatorp 2000–2020 | Befolkningsutvecklingen i Miatorp 2000–2020 | Befolkningsutvecklingen i Miatorp 2000–2020 | Befolkningsutvecklingen i Miatorp 2000–2020 |
| ------------------------------------------- | ------------------------------------------- | ------------------------------------------- | ------------------------------------------- | ------------------------------------------- |
|                                             |                                             |                                             |                                             |                                             |
| År                                          |                                             |                                             | Folkmängd                                   |                                             |
| 2000                                        | 2000                                        |                                             | 2 399                                       |                                             |
| 2001                                        | 2001                                        |                                             | 2 407                                       |                                             |
| 2002                                        | 2002                                        |                                             | 2 381                                       |                                             |
| 2003                                        | 2003                                        |                                             | 2 375                                       |                                             |
| 2004                                        | 2004                                        |                                             | 2 364                                       |                                             |
| 2005                                        | 2005                                        |                                             | 2 406                                       |                                             |
| 2006                                        | 2006                                        |                                             | 2 426                                       |                                             |
| 2007                                        | 2007                                        |                                             | 2 438                                       |                                             |
| 2008                                        | 2008                                        |                                             | 2 457                                       |                                             |
| 2009                                        | 2009                                        |                                             | 2 505                                       |                                             |
| 2010                                        | 2010                                        |                                             | 2 509                                       |                                             |
| 2011                                        | 2011                                        |                                             | 2 575                                       |                                             |
| 2012                                        | 2012                                        |                                             | 2 629                                       |                                             |
| 2013                                        | 2013                                        |                                             | 2 672                                       |                                             |
| 2014                                        | 2014                                        |                                             | 2 680                                       |                                             |
| 2015                                        | 2015                                        |                                             | 2 780                                       |                                             |
| 2016                                        | 2016                                        |                                             | 2 748                                       |                                             |
| 2017                                        | 2017                                        |                                             | 2 812                                       |                                             |
| 2018                                        | 2018                                        |                                             | 2 793                                       |                                             |
| 2019                                        | 2019                                        |                                             | 2 823                                       |                                             |
| 2020                                        | 2020                                        |                                             | 2 874                                       |                                             |

## Demografi

### Befolkningssammansättning
Statistikområdet Miatorp hade 2 874 invånare den 31 december 2020, vilket utgjorde 2,5 % av befolkningen i hela Helsingborgs tätort (här alla statistikområden i Helsingborgs kommuns innerområde, motsvarande Helsingborgs tätort inklusive vissa närliggande småorter). Medelåldern var vid samma tid 42,1 år, vilket var något högre än medelåldern för resterande Helsingborg. Åldersfördelningen i stadsdelen följde generellt sett den i Helsingborg i övrigt, dock med en något högre andel yngre invånare och motsatt en något lägre andel äldre. Den största åldersgruppen inom statistikområdet var 30 till 39 år med 14,5 % av befolkningen.
Andelen personer med utländsk bakgrund, alltså personer som antingen är födda utanför Sverige eller har föräldrar som båda är födda utanför Sverige, var inom statistikområdet 31,8 %, vilket var någorlunda i linje med andelen för övriga Helsingborg med 30,3 %. Av de invånare som är födda utanför Sverige hade Miatorp en något lägre andel personer födda i Norden och en något högre andel födda i övriga Europa och övriga Världen än genomsnittet för staden.
| Åldersfördelning (2020) |        |  |  |  |
| Åldersgrupp             | Andel  |  |  |  |
| 0–9                     | 10,4 % |  |  |  |
| 0–9                     | 11,5 % |  |  |  |
| 10–19                   | 9,1 %  |  |  |  |
| 10–19                   | 10,7 % |  |  |  |
| 20–29                   | 14,3 % |  |  |  |
| 20–29                   | 14,7 % |  |  |  |
| 30–39                   | 14,5 % |  |  |  |
| 30–39                   | 14,1 % |  |  |  |
| 40–49                   | 13,4 % |  |  |  |
| 40–49                   | 12,1 % |  |  |  |
| 50–59                   | 13,4 % |  |  |  |
| 50–59                   | 12,5 % |  |  |  |
| 60–69                   | 11,3 % |  |  |  |
| 60–69                   | 10,3 % |  |  |  |
| 70–79                   | 8,1 %  |  |  |  |
| 70–79                   | 8,8 %  |  |  |  |
| 80–                     | 5,6 %  |  |  |  |
| 80–                     | 5,1 %  |  |  |  |
|                         |        |  |  |  |
|                         |        |  |  |  |
| Medelålder              | 42,1   |  |  |  |
| Medelålder              | 40,7   |  |  |  |

| Utländsk bakgrund (2020)                |        |  |  |  |
|                                         |        |  |  |  |
| Andel                                   | 31,8 % |  |  |  |
| Andel                                   | 30,3 % |  |  |  |
| Födelseland (för födda utanför Sverige) |        |  |  |  |
| Region                                  | Andel  |  |  |  |
| Övriga Norden                           | 4,5 %  |  |  |  |
| Övriga Norden                           | 7,3 %  |  |  |  |
| Övriga Europa                           | 39,2 % |  |  |  |
| Övriga Europa                           | 37,8 % |  |  |  |
| Övriga Världen                          | 56,3 % |  |  |  |
| Övriga Världen                          | 54,8 % |  |  |  |

### Utbildning och inkomst
Befolkningen på Miatorp hade den 31 december 2020 en lägre utbildningsnivå än Helsingborg som helhet. Andelen invånare mellan 20 och 64 år med endast förgymnasial utbildning låg över genomsnittet för staden och andelen med eftergymnasial utbildning var lägre än genomsnittet. Störst var andelen med 3-årig gymnasial utbildning, med 28,2 %. Medelinkomsten för statistikområdet uppgick 2020 till 342 000 kronor jämfört med 402 800 kronor för Helsingborg som helhet. Kvinnornas medelinkomst uppgick till 82,2 % av männens, vilket ändå var en något mindre skillnad än för hela Helsingborgs tätort där andelen uppgick till ungefär 80 %.
| Utbildningsnivå (2020) |        |  |  |  |
| Utbildning             | Andel  |  |  |  |
| Förgymnasial           | 17,4 % |  |  |  |
| Förgymnasial           | 13,2 % |  |  |  |
| Gymnasial (≤2 år)      | 20,4 % |  |  |  |
| Gymnasial (≤2 år)      | 16,8 % |  |  |  |
| Gymnasial (3 år)       | 28,2 % |  |  |  |
| Gymnasial (3 år)       | 25,8 % |  |  |  |
| Eftergymn. (<3 år)     | 15,7 % |  |  |  |
| Eftergymn. (<3 år)     | 16,8 % |  |  |  |
| Eftergymn. (≥3 år)     | 15,4 % |  |  |  |
| Eftergymn. (≥3 år)     | 24,4 % |  |  |  |
| Ingen uppgift          | 2,8 %  |  |  |  |
| Ingen uppgift          | 3,0 %  |  |  |  |

| Förvärvsinkomst (2020) |         |  |  |  |
| Kön                    | Inkomst |  |  |  |
| Kvinnor                | 307,3   |  |  |  |
| Kvinnor                | 356,9   |  |  |  |
| Män                    | 374,0   |  |  |  |
| Män                    | 446,6   |  |  |  |
| Samtliga               | 342,0   |  |  |  |
| Samtliga               | 402,8   |  |  |  |

### Sysselsättning och hälsa
Arbetslösheten för personer mellan 20 och 64 år uppgick år 2020 till totalt 13,2 %, vilket var högre än genomsnittet för Helsingborg. Arbetslösheten för kvinnor var något lägre än den för män. Den öppna arbetslösheten uppgick 2020 till 7,2 %. Andelen förvärvsarbetande uppgick 2019 till totalt 66,5 %. Av de förvärvsarbetande i stadsdelen pendlade 1 050 personer till arbeten utanför stadsdelen, medan 1 334 personer pendlade in till arbeten inom stadsdelen från boende utanför Högasten.
Det genomsnittliga antalet utbetalda dagar med sjukpenning, arbetsskadesjukpenning, rehabiliteringspenning, sjukersättning och aktivitetsersättning från socialförsäkringen för stadsdelen uppgick år 2020 till 39 dagar, vilket var högre än de 23 dagar som gällde för Helsingborg som helhet. Ohälsotalet var något större för kvinnorna än för männen men stadsdelen hade ändå det näst högsta ohälsotalet för män efter Närlunda.
| Arbetslöshet (2020) |        |  |  |  |
| Kön                 | Andel  |  |  |  |
| Kvinnor             | 13,0 % |  |  |  |
| Kvinnor             | 9,8 %  |  |  |  |
| Män                 | 13,4 % |  |  |  |
| Män                 | 10,2 % |  |  |  |
| Samtliga            | 13,2 % |  |  |  |
| Samtliga            | 11,1 % |  |  |  |

| Ohälsotal (2020) |       |  |  |  |
| Kön              | Dagar |  |  |  |
| Kvinnor          | 41    |  |  |  |
| Kvinnor          | 27    |  |  |  |
| Män              | 37    |  |  |  |
| Män              | 19    |  |  |  |
| Samtliga         | 39    |  |  |  |
| Samtliga         | 23    |  |  |  |